# عبد الله الجهني
عبد الله بن عواد بن فهد الذبياني الجهني (1976- ) إمام وخطيب المسجد الحرام في مكة المكرمة، صدر له تكليف بإمامة المسلمين في المسجد الحرام في مكة المكرمة في صلاة التراويح في شهر رمضان لعامي 1426 هـ - وعام 1427 هـ. وما زال.

## نشأته
ولد عام 1396 بالمدينة المنورة الموافق 13 يناير 1976م متزوج وله 5 أبناء و 4 بنات. 
حفظ القرآن منذ الصغر في مسجد الاشراف بالحرة الغربية بالمدينة المنورة، وفاز بالمركز الأول مكرر في مسابقة القرآن الكريم العالمية في مكة المكرمة وعمره آنذاك ستة عشر عاما، ثم أكمل تعليمه في الجامعة الإسلامية بالمدينة المنورة والتي نال فيها درجة البكالوريوس من كلية القرآن.

## حياته
أَمَّ المسلمين في مسجد القبلتين وبعد ذلك لمدة سنتين متواليتين في الحرم النبوي الشريف، وكان عمره آنذاك واحد وعشرون عامًا. عُيِّن عضو هيئة تدريس في كلية المعلمين بالمدينة النبوية وأَمَّ المسلمين بعد ذلك في مسجد قباء لمدة أربع سنوات، صدر بعد ذلك تكليفه من المقام السامي الكريم بإمامة المسلمين في المسجد الحرام في مكة المكرمة في صلاة التراويح في شهر رمضان لعامي 1426 هـ - وعام 1427 هـ. وفي عام 1428 ه‍ـ صدر قرار من المقام السامي الكريم بتعيينه إماماً رسمياً للمسجد الحرام، وكانت أول صلاة له هي صلاة العشاء الإثنين 25 جمادى الآخرة 1428ه‍ـ، ولا يزال إماماً للمسجد الحرام حتى يومنا هذا. 
أجازه عديد من علماء القراءات المعروفين على مستوى العالم وامتدحوا قراءته، من هؤلاء المشائخ: الشيخ المقرئ أحمد الزيات،
والشيخ إبراهيم الأخضر القيم شيخ القراء في المسجد النبوي الشريف، والدكتور علي الحذيفي إمام المسجد النبوي الشريف بالمدينة المنورة والشيخ الدكتور محمد أيوب.
يتمتع الشيخ عبد الله بالصوت الجميل والقراءة المتقنة والمجودة مع امتلاكه جهورية الصوت، حاليا هو دكتور بكلية الدعوة وأصول الدين بقسم القراءات في جامعة أم القرى في مكة المكرمة. ويتميز الجهني عن غيره من أئمة الحرم السابقين بأنه الذي نال شرف الإمامة في أربعة من أشهر مساجد العالم:
1. مسجد القبلتين بالمدينة المنورة.
2. المسجد النبوي الشريف.
3. مسجد قباء بالمدينة المنورة.
4. المسجد الحرام.